# Фукс, Михаэль
Михаэль Фукс (нем. Michael Fuchs, 6 февраля 1949, Кобленц, Французская зона оккупации Германии — 25 декабря 2022) — немецкий политический деятель, депутат Бундестага (2002—2017). Европейский заместитель председателя Трёхсторонней комиссии (с 2010).

## Биография
После окончания средней школы в 1967 году Фукс учился в Эрлангене, а затем поступил в фармацевтическую школу Боннского университета, где получил учёную степень в 1973 году. Позже он получил докторскую степень в Боннском университете за работу «Исследование прегнандиолглюкуронилтрансферазы печени крыс: ее множественность и возрастная зависимость». В 1978 году Фукс начал свою военную службу, фармацевт в резервных частях.
В 1977 году Фукс и его жена открыли аптеку в Кобленце. Позже Фукс открыл бизнес по производству электроники, который расширился до Азии, прежде чем слиться с голландской компанией Mid-Ocean в 1999 году.
До своего избрания в Бундестаг Фукс работал в городском совете Кобленца с 1990 по 2006 год.
Фукс был избран в Бундестаг на выборах 2002 года в избирательном округе Кобленца как член Христианско-демократического союза. В парламенте он работал в подкомитете по внешней торговле (2002—2009) и в комитете по экономическим вопросам (2005—2009). С 2009 по 2017 год он был одним из заместителей председателя парламентской группы ХДС/ХСС под руководством председателя Фолькера Каудера, специализируясь на проблемах экономики и энергетики, малых и средних предприятий и туризме.
Помимо работы в комитете, с 2006 по 2011 год Фукс возглавлял парламентскую группу своей партии «Средний бизнес», которая занималась вопросами, касающимися малых и средних предприятий.
На переговорах о формировании Большой коалиции христианских демократов канцлера Ангелы Меркель (ХДС вместе с баварским ХСС) и СДПГ после федеральных выборов 2013 года Фукс был частью делегации ХДС в рабочей группе по экономической политике, возглавляемой Ильзе Айгнер и Хубертус Хайль.
С 2015 по 2016 год Фукс входил в состав назначенной правительством комиссии, которой было поручено рекомендовать, как обеспечить финансирование реализации отказа Германии от ядерной энергетики, под руководством сопредседателей Оле фон Бойста, Маттиаса Платцека и Юргена Триттина.
Фукс был сторонником ядерной энергетики в Германии, за что получил прозвище «Атомный лис». Во время дебатов о капитальном ремонте немецкой ядерной энергетической системы Фукс неохотно отметил, что «большая часть населения больше не принимает ядерную энергию», но подчеркнул, что переход на другие формы энергии не должен наносить ущерб национальной экономике.
Исповедовал католичество. Был женат, в браке родились две дочери.
Умер 25 декабря 2022 года в возрасте 73 лет.